# ルリイカル
ルリイカル (Guiraca caerulea)は、スズメ目ショウジョウコウカンチョウ科の鳥類。

## 脚注

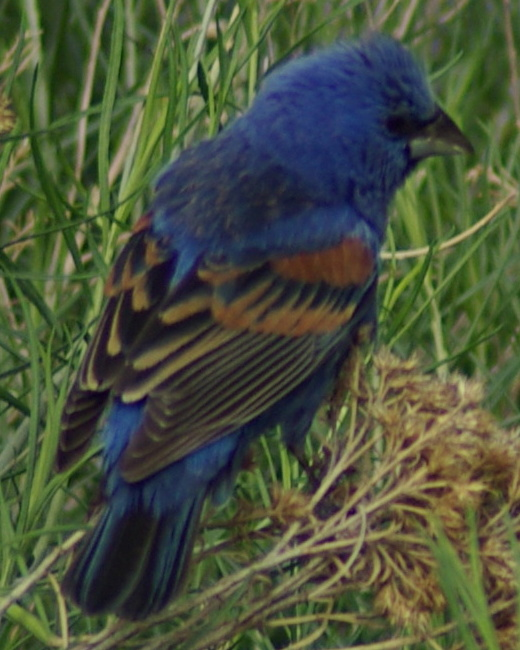

## 分布
北米、中米